# Discographie posthume de Jimi Hendrix
Cette page liste la discographie posthume du guitariste, chanteur et auteur-compositeur-interprète de rock Jimi Hendrix.
À la mort de Jimi Hendrix le 18 septembre 1970, ce fut le manager Michael Jeffery qui fut chargé de gérer son héritage discographique, et ce jusqu'à sa mort en 1973. Entre 1974 et 1995, ce fut le producteur Alan Douglas puis la famille d'Hendrix sous le nom Experience Hendrix LLC.
Il y a trois types d'enregistrements : ceux qui datent des sessions de First Rays of the New Rising Sun (1970 principalement), ceux de 1969 (où aucun album studio n'est sorti) et les chutes des trois premiers albums de l'Experience (chansons inédites, prises alternatives).

## Albums studio

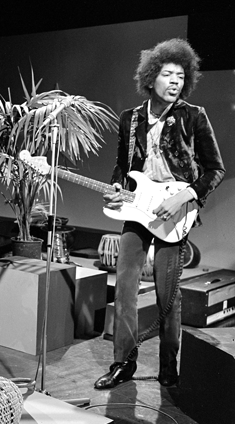
Jimi Hendrix en 1967.

Les albums qui ne sont pas en gras ne sont plus disponibles à la vente.
| Année                                    | Album                                   | Meilleure position dans les charts | Meilleure position dans les charts |
| Année                                    | Album                                   |                                    | Drapeau des États-Unis             |
| ---------------------------------------- | --------------------------------------- | ---------------------------------- | ---------------------------------- |
| Période Mike Jeffery (1970 - 1974)       |                                         |                                    |                                    |
| 1971                                     | The Cry of Love                         | #02                                | #03                                |
| 1971                                     | Rainbow Bridge                          | #16                                | #15                                |
| 1972                                     | War Heroes                              | #23                                | #48                                |
| 1974                                     | Loose Ends                              | —                                  | —                                  |
| 1974                                     | Merry Christmas and Happy New Year (EP) | —                                  | —                                  |
| Période Alan Douglas (1975 - 1995)       |                                         |                                    |                                    |
| 1975                                     | Crash Landing                           | #35                                | #05                                |
| 1975                                     | Midnight Lightning                      | #46                                | #43                                |
| 1980                                     | Nine to the Universe                    | —                                  | #127                               |
| 1994                                     | Blues                                   | —                                  | #45                                |
| 1995                                     | Jimi by Himself: The Home Recordings    | —                                  | —                                  |
| Période Experience Hendrix LLC (1997 - ) |                                         |                                    |                                    |
| 1997                                     | First Rays of the New Rising Sun        | —                                  | #49                                |
| 1997                                     | South Saturn Delta                      | —                                  | #51                                |
| 2010                                     | Valleys of Neptune                      | #21                                | #04                                |
| 2013                                     | People, Hell & Angels                   | —                                  | —                                  |
| 2018                                     | Both Sides of the Sky                   |                                    | #08                                |

## Albums live
| Année                                    | Album                                                 | Concert(s)                                          | Meilleure position dans les charts | Meilleure position dans les charts |
| Année                                    | Album                                                 | Concert(s)                                          |                                    | Drapeau des États-Unis             |
| ---------------------------------------- | ----------------------------------------------------- | --------------------------------------------------- | ---------------------------------- | ---------------------------------- |
| Période Mike Jeffery (1970 - 1974)       |                                                       |                                                     |                                    |                                    |
| 1971                                     | Experience                                            | Royal Albert Hall, 18 février 1969                  | #09                                | —                                  |
| 1971                                     | Isle of Wight                                         | Île de Wight, 30 août 1970                          | #17                                | —                                  |
| 1972                                     | Hendrix in the West                                   |                                                     | #07                                | #12                                |
| 1972                                     | More Experience                                       | Royal Albert Hall, 24 février 1969                  | —                                  | —                                  |
| Période Alan Douglas (1975 - 1995)       |                                                       |                                                     |                                    |                                    |
| 1982                                     | The Jimi Hendrix Concerts                             |                                                     | #16                                | —                                  |
| 1986                                     | Jimi Plays Monterey                                   | Monterey, 18 juin 1967                              | —                                  | #192                               |
| 1986                                     | Johnny B. Goode                                       | Atlanta, 4 juillet 1970 et Berkeley, 7 mai 1970     | —                                  | —                                  |
| 1986                                     | Band of Gypsys 2                                      |                                                     | —                                  | —                                  |
| 1987                                     | Live at Winterland                                    | Winterland, 10 à 12 octobre 1968                    | —                                  | —                                  |
| 1991                                     | Live Isle of Wight '70                                | Île de Wight, 30 août 1970                          | #21                                | #04                                |
| 1991                                     | Stages                                                |                                                     | #21                                | #04                                |
| 1994                                     | Bleeding Heart                                        | 18 mars 1968 à The Scene, New York (jam session)    | —                                  | —                                  |
| 1994                                     | Jimi Hendrix : Woodstock                              | Woodstock, 18 août 1969                             | —                                  | #37                                |
| Période Experience Hendrix LLC (1997 - ) |                                                       |                                                     |                                    |                                    |
| 1999                                     | Live at the Fillmore East                             | Fillmore East, 31 décembre 1969 et 1er janvier 1970 | —                                  | #65                                |
| 1999                                     | Live at Woodstock                                     | Woodstock, 18 août 1969                             | —                                  | #90                                |
| 2002                                     | Blue Wild Angel: Live at the Isle of Wight            | Île de Wight, 30 août 1970                          | —                                  | #200                               |
| 2003                                     | Live at Berkeley                                      | Berkeley, 30 mai 1970                               | —                                  | #191                               |
| 2007                                     | Live at Monterey                                      | Monterey, 18 juin 1967                              | —                                  | #171                               |
| 2011                                     | Winterland                                            | Winterland, 10 à 12 octobre 1968                    | —                                  | —                                  |
| 2013                                     | Miami Pop Festival                                    |                                                     | —                                  | —                                  |
| 2015                                     | Freedom: Atlanta Pop Festival                         | Atlanta, 4 juillet 1970                             | —                                  | —                                  |
| 2016                                     | Machine Gun: The Fillmore East First Show             | Fillmore East, 31 décembre 1969                     | —                                  | —                                  |
| 2019                                     | Songs for Groovy Children: The Fillmore East Concerts | Fillmore East, 31 décembre 1969 au 1er janvier 1970 | —                                  | —                                  |
| 2020                                     | Live in Maui                                          | Maui, 30 juillet 1970                               | —                                  | —                                  |

## Compilations
| Année                                    | Album                                                   | Meilleure position dans les charts | Meilleure position dans les charts |
| Année                                    | Album                                                   |                                    | Drapeau des États-Unis             |
| ---------------------------------------- | ------------------------------------------------------- | ---------------------------------- | ---------------------------------- |
| Période Mike Jeffery (1970 - 1974)       |                                                         |                                    |                                    |
| 1973                                     | Soundtrack Recordings from the Film Jimi Hendrix        | #37                                | —                                  |
| Période Alan Douglas (1975 - 1995)       |                                                         |                                    |                                    |
| 1975                                     | Musique Originale du Film Jimi Plays Berkeley           | —                                  | —                                  |
| 1975                                     | Re-Experienced                                          | —                                  | —                                  |
| 1978                                     | The Essential Jimi Hendrix                              | —                                  | —                                  |
| 1979                                     | The Essential Jimi Hendrix Volume Two                   | —                                  | —                                  |
| 1981                                     | Stone Free                                              | —                                  | —                                  |
| 1983                                     | The Singles Album                                       | #77                                | —                                  |
| 1984                                     | Kiss the Sky                                            | —                                  | #148                               |
| 1988                                     | Radio One                                               | —                                  | —                                  |
| 1989                                     | Variations on a Theme: Red House                        | —                                  | —                                  |
| 1989                                     | Live and Unreleased: The Radio Show                     | —                                  | —                                  |
| 1990                                     | Night Life                                              | —                                  | —                                  |
| 1990                                     | Cornerstones: 1967–1970                                 | #5                                 | —                                  |
| 1990                                     | Lifelines: The Jimi Hendrix Story                       | —                                  | #174                               |
| 1992                                     | The Ultimate Experience                                 | #25                                | #72                                |
| 1995                                     | Voodoo Soup                                             | —                                  | #66                                |
| 1995                                     | The Jimi Hendrix Story                                  |                                    |                                    |
| Période Experience Hendrix LLC (1997 - ) |                                                         |                                    |                                    |
| 1997                                     | Experience Hendrix: The Best of Jimi Hendrix            | #10                                | #133                               |
| 1998                                     | BBC Sessions                                            | —                                  | #50                                |
| 2000                                     | The Jimi Hendrix Experience Box Set                     | —                                  | #78                                |
| 2001                                     | Voodoo Child: The Jimi Hendrix Collection               | #10                                | #112                               |
| 2003                                     | Martin Scorsese Presents The Blues: Jimi Hendrix        | —                                  | —                                  |
| 2003                                     | The Singles Collection                                  | —                                  | —                                  |
| 2004                                     | Voodoo Guitar (with Little Richard & Loonie Youngblood) |                                    |                                    |
| 2010                                     | Fire: The Jimi Hendrix Collection                       | —                                  | —                                  |
| 2010                                     | West Coast Seattle Boy: The Jimi Hendrix Anthology      | —                                  | —                                  |

## Dagger Records (pirates officiels)
| Année | Album                                | Commentaires                                                          |
| ----- | ------------------------------------ | --------------------------------------------------------------------- |
| 1998  | Live at the Oakland Coliseum         | Concert du 27 avril 1969                                              |
| 1999  | Live at Clark University             | Concert du 15 mars 1968                                               |
| 2000  | Morning Symphony Ideas               | Sessions studio de 1969-70                                            |
| 2001  | Live in Ottawa                       | Concert du 19 mars 1968                                               |
| 2002  | The Baggy's Rehearsal Sessions       | Répétitions du Band Of Gypsys aux studios Baggy en décembre 1969      |
| 2003  | Paris 67 / San Francisco 68          | Concert du 9 octobre 1967 et second concert du 4 février 1968         |
| 2004  | Hear My Music                        | Sessions studio de février-mai 1969                                   |
| 2005  | Live at the Isle of Fehmarn          | Concert du 6 septembre 1970 (le dernier du trio Hendrix/Cox/Mitchell) |
| 2006  | Burning Desire                       | Sessions studio du 7 novembre 1969 au 23 janvier 1970                 |
| 2008  | Live in Paris and Ottawa 1968        | Concerts du 29 janvier 1968 à Paris et du 19 mars 1968 à Ottawa       |
| 2009  | Live at Woburn                       | Concert du 6 juillet 1968                                             |
| 2012  | Live in Cologne                      | Concert du 13 janvier 1969 à la Sporthalle de Cologne                 |
| 2017  | Live at George's Club 20 (1965-1966) | Curtis Knight featuring Jimi Hendrix                                  |

## Le cas du Royal Albert Hall
- Londres (Royal Albert Hall) : 24 février 1969

## Chansons posthumes
Les chansons sont classées par ordre de parutions sur albums.
| Titre | Enregistrement | Publications                                              |
| --- | --- | --------------------------------------------------------- |
| Freedom | 25 juin 1970, 14 juillet 1970, 19 juillet 1970, 14 août 1970 et 20 août 1970 aux studios Electric Lady, New York                                                           | The Cry of Love (1971)                                    |
| Drifting | 25 juin 1970, 29 juin 1970, 23 juillet 1970 et 20 août 1970 aux studios Electric Lady, New York                                                                            | The Cry of Love (1971)                                    |
| Ezy Ryder | 18 décembre 1969 et 20 janvier 1970 à Record Plant Studios, New York; les 15 et 18 juin, le 2 juillet et le 22 août 1970 aux studios Electric Lady, New York               | The Cry of Love (1971)                                    |
| Night Bird Flying                                                                                               | 16 juin 1970, 19 juillet 1970 et 22 août 1970 aux studios Electric Lady, New York                                                                                          | The Cry of Love (1971)                                    |
| My Friend | 13 mars 1968 à Sound Center, New York | The Cry of Love (1971)                                    |
| Straight Ahead                                                                                                  | 17 juin 1970, 19 juillet 1970 et 20 août 1970 aux studios Electric Lady, New York                                                                                          | The Cry of Love (1971)                                    |
| Astro Man | 25 juin 1970, 19 juillet 1970 et 22 août 1970 aux studios Electric Lady, New York                                                                                          | The Cry of Love (1971)                                    |
| Angel | 23 juillet 1970 aux studios Electric Lady, New York | The Cry of Love (1971)                                    |
| In From The Storm                                                                                               | 22 juillet 1970, 20 août 1970 et 24 août 1970 aux studios Electric Lady, New York                                                                                          | The Cry of Love (1971)                                    |
| Belly Button Window                                                                                             | 22 août 1970 aux studios Electric Lady, New York | The Cry of Love (1971)                                    |
| Dolly Dagger | 1er juillet 1970, 15 juillet 1970, 19 juillet 1970 et 20 juillet 1970 et les 14 août 1970, 18 août 1970, 20 août 1970 et 24 août 1970 aux studios Electric Lady, New York  | Rainbow Bridge (1971)                                     |
| Earth Blues | 19 décembre 1969 à Record Plant Studios, New York puis overdubs le 20 janvier 1970 à Record Plant Studios, New York et le 26 juin 1970 aux studios Electric Lady, New York | Rainbow Bridge (1971)                                     |
| Pali Gap | 1er juillet 1970 aux studios Electric Lady, New York | Rainbow Bridge (1971)                                     |
| Room Full Of Mirrors                                                                                            | 17 décembre 1969 à Record Plant Studios, New York puis overdubs en juin, juillet et le 20 août 1970 aux studios Electric Lady, New York                                    | Rainbow Bridge (1971)                                     |
| Star Spangled Banner                                                                                            | 18 mars 1968 à Record Plant Studios, New York | Rainbow Bridge (1971)                                     |
| Look Over Yonder                                                                                                | 22 octobre 1968 aux studios T.T.G., Hollywood | Rainbow Bridge (1971)                                     |
| Hear My Train A Comin'                                                                                          | 30 mai 1970 en concert au Berkeley Community Theatre, Berkeley | Rainbow Bridge (1971)                                     |
| Hey Baby (New Rising Sun)                                                                                       | 1er juillet 1970 aux studios Electric Lady, New York | Rainbow Bridge (1971)                                     |
| Bleeding Heart                                                                                                  | 24 mars 1970 au Record Plant Studios, New York et juin 1970 aux studios Electric Lady, New York                                                                            | War Heroes (1972)                                         |
| Tax Free | 26 janvier 1968 et 28 janvier 1968 aux studios Olympic, Londres, puis 1er mai 1968 au Record Plant Studios, New York                                                       | War Heroes (1972)                                         |
| Stepping Stone                                                                                                  | 7 janvier 1970, 17 janvier 1970 et 20 janvier 1970 à Record Plant Studios à New York, puis overdubs le 26 juin 1970 aux studios Electric Lady, New York                    | War Heroes (1972)                                         |
| Midnight | 1er avril 1969 et 3 avril 1969 aux studios Olmstead, New York | War Heroes (1972)                                         |
| Beginning | 1er juillet 1970 et 22 août 1970 à l'Electric Lady Studios à New York | War Heroes (1972)                                         |
| Izabella | 17 janvier 1970 à Record Plant Studios, New York, puis overdubs en juin 1970 aux studios Electric Lady, New York                                                           | War Heroes (1972)                                         |
| Come Down Hard on Me Baby                                                                                       | 15 juin 1970 à l'Electric Lady Studios à New York | Loose Ends (1974, version raccourcie)                     |
| Drifter's Escape (Bob Dylan)                                                                                    | 17 juin 1970 à l'Electric Lady Studios à New York | Loose Ends (1974)                                         |
| Little Drummer Boy/Silent Night/Auld Lang Syne                                                                  | en décembre 1969 aux studios Baggy | Merry Christmas and Happy New Year (1999)                 |
| Three Little Bears                                                                                              | 2 mai 1968 à Record Plant Studios à New York (sessions de l'album Electric Ladyland)                                                                                       | War Heroes (1972)                                         |
| Three Little Bears                                                                                              | 2 mai 1968 à Record Plant Studios à New York (sessions de l'album Electric Ladyland)                                                                                       | Merry Christmas and Happy New Year (1999)                 |
| Hear My Train A Comin'                                                                                          | 19 décembre 1967 au Bruce Fleming Photo Studio, Londres | Blues (1994)                                              |
| Born Under a Bad Sign                                                                                           | 15 décembre 1969 au Record Plant Studios, New York | Blues (1994)                                              |
| Catfish Blues                                                                                                   | 10 novembre 1967 en concert aux Vitus Studios, Bussum, Pays-Bas | Blues (1994)                                              |
| Voodoo Chile Blues                                                                                              | 2 mai 1968 au Record Plant Studios, New York | Blues (1994)                                              |
| Mannish Boy | 22 avril 1969 au Record Plant Studios, New York | Blues (1994)                                              |
| Once I Had A Woman                                                                                              | 23 janvier 1970 au Record Plant Studios, New York | Blues (1994)                                              |
| Bleeding Heart                                                                                                  | 18 mars 1969 au Record Plant Studios, New York | Blues (1994)                                              |
| Jelly 292 | 14 mai 1969 au Record Plant Studios, New York | Blues (1994)                                              |
| Red House | 29 octobre 1968 aux studios T.T.G., Hollywood (sous le nom de Electric Church Red House)                                                                                   | Blues (1994)                                              |
| Hear My Train A Comin'                                                                                          | 30 mai 1970 en concert au Berkeley Community Theatre, Berkeley | Blues (1994)                                              |
| Look Over Yonder                                                                                                | 22 octobre 1968 aux studios T.T.G., Hollywood | South Saturn Delta (1997)                                 |
| Little Wing | 14 octobre 1967 aux studios Olympic, Londres (sous le nom de Little Wing)                                                                                                  | South Saturn Delta (1997)                                 |
| Lover Man | 29 octobre 1968 aux studios T.T.G., Hollywood (sous le nom de Here He COme (Lover Man))                                                                                    | South Saturn Delta (1997)                                 |
| South Saturn Delta                                                                                              | 2 mai 1968 et 14 juin 1968 au Record Plant Studios, New York | South Saturn Delta (1997)                                 |
| Power of Soul                                                                                                   | 21 janvier 1970 et 3 février 1970 au Record Plant Studios, New York | South Saturn Delta (1997)                                 |
| Message to Love                                                                                                 | 28 août 1969 au Hit Factory, New York (sour le nom de Message to the Universe (Message to Love))                                                                           | South Saturn Delta (1997)                                 |
| Tax Free (Bo Hansson)                                                                                           | 26 janvier 1968 et 28 janvier 1968 aux studios Olympic, Londres, puis 1er mai 1968 au Record Plant Studios, New York                                                       | South Saturn Delta (1997)                                 |
| All Along the Watchtower (Bob Dylan)                                                                            | 21 janvier 1968 et 26 janvier 1968 aux studios Olympic, Londres | South Saturn Delta (1997)                                 |
| The Stars That Play With Laughing Sam's Dice                                                                    | 19 juillet 1967 aux studios Mayfair, New York | South Saturn Delta (1997)                                 |
| Midnight | 1er avril 1969 et 3 avril 1969 aux studios Olmstead, New York | South Saturn Delta (1997)                                 |
| Sweet Angel (Angel)                                                                                             | 13 novembre 1967 aux studios Olympic, Londres | South Saturn Delta (1997)                                 |
| Bleeding Heart (Elmore James)                                                                                   | 24 mars 1970 au Record Plant Studios, New York et juin 1970 aux studios Electric Lady, New York                                                                            | South Saturn Delta (1997)                                 |
| Pali Gap | 1er juillet 1970 aux studios Electric Lady, New York | South Saturn Delta (1997)                                 |
| Drifter's Escape (Bob Dylan)                                                                                    | 17 juin 1970, 19 juillet 1970, 20 juillet 1970 et 22 août 1970 aux studios Electric Lady, New York                                                                         | South Saturn Delta (1997)                                 |
| Midnight Lightning                                                                                              | 23 mars 1970 au Record Plant Studios, New York | South Saturn Delta (1997)                                 |
| Purple Haze | 11 janvier 1967 au studio DeLane Lea, Londres | The Jimi Hendrix Experience Box Set (2000)                |
| Foxy Lady | 13 décembre 1966 aux studios CBS, Londres | The Jimi Hendrix Experience Box Set (2000)                |
| Highway Chile                                                                                                   | 4 mai 1967 aux studios Olympic, Londres | The Jimi Hendrix Experience Box Set (2000)                |
| Hey Joe (Billy Roberts)                                                                                         | octobre 1966 aux studios Pye, Londres | The Jimi Hendrix Experience Box Set (2000)                |
| Title #3 | 3 avril 1967 aux studios Olympic, Londres | The Jimi Hendrix Experience Box Set (2000)                |
| Third Stone from the Sun                                                                                        | 11 janvier 1967 au studio DeLane Lea, Londres | The Jimi Hendrix Experience Box Set (2000)                |
| Taking Care of no Business                                                                                      | 4 mai 1967 aux studios Olympic, Londres | The Jimi Hendrix Experience Box Set (2000)                |
| Here He Comes (Lover Man)                                                                                       | 4 mai 1967 aux studios Olympic, Londres | The Jimi Hendrix Experience Box Set (2000)                |
| Burning of the Midnight Lamp                                                                                    | 9 mai 1967 aux studios Olympic, Londres | The Jimi Hendrix Experience Box Set (2000)                |
| If 6 Was 9 | 4 mai 1967 aux studios Olympic, Londres | The Jimi Hendrix Experience Box Set (2000)                |
| Little Wing | 25 octobre 1967 aux studios Olympic, Londres | The Jimi Hendrix Experience Box Set (2000)                |
| Little Miss Lover                                                                                               | 1er octobre 1967 aux studios Olympic, Londres | The Jimi Hendrix Experience Box Set (2000)                |
| Bold as Love | 5 octobre 1967 aux studios Olympic, Londres | The Jimi Hendrix Experience Box Set (2000)                |
| Angel | 13 novembre 1967 aux studios Olympic, Londres (sous le nom Sweet Angel) | The Jimi Hendrix Experience Box Set (2000)                |
| Somewhere | 13 mars 1968 au Sound Center, New York | The Jimi Hendrix Experience Box Set (2000)                |
| (Have You Ever Been To) Electric Ladyland                                                                       | 14 juin 1968 au Record Plant Studios, New York | The Jimi Hendrix Experience Box Set (2000)                |
| Gypsy Eyes | 22 avril 1968 au Record Plant Studios, New York | The Jimi Hendrix Experience Box Set (2000)                |
| Room Full of Mirrors                                                                                            | 12 août 1968 au Record Plant Studios, New York | The Jimi Hendrix Experience Box Set (2000)                |
| Gloria (Van Morrison)                                                                                           | 29 octobre 1968 aux studios T.T.G., Hollywood | The Jimi Hendrix Experience Box Set (2000)                |
| Peace In Mississippi                                                                                            | | The Jimi Hendrix Experience Box Set (2000)                |
| It's Too Bad | 11 février 1968 au Record Plant Studios, New York | The Jimi Hendrix Experience Box Set (2000)                |
| Star Spangled Banner (Francis Scott Key, John Stafford Smith, arr. Hendrix) (Studio version avec Silver Apples) | 18 mars 1968 à Record Plant Studios, New York | The Jimi Hendrix Experience Box Set (2000)                |
| Stone Free | 7 avril 1969 au Record Plant Studios, New York | The Jimi Hendrix Experience Box Set (2000)                |
| Spanish Castle Magic                                                                                            | 17 février 1969 aux studios Olympic, Londres | The Jimi Hendrix Experience Box Set (2000)                |
| Hear My Train A Comin'                                                                                          | 17 février 1969 aux studios Olympic, Londres | The Jimi Hendrix Experience Box Set (2000)                |
| Room Full of Mirrors                                                                                            | 21 avril 1969 au Record Plant Studios, New York | The Jimi Hendrix Experience Box Set (2000)                |
| Izabella | 29 août 1969 au Hit Factory, New York | The Jimi Hendrix Experience Box Set (2000)                |
| Message to Love                                                                                                 | 19 décembre 1969 au Record Plant Studios, New York | The Jimi Hendrix Experience Box Set (2000)                |
| Earth Blues | 19 décembre 1969 au Record Plant Studios, New York | The Jimi Hendrix Experience Box Set (2000)                |
| Astro Man | 21 janvier 1970 au Record Plant Studios, New York | The Jimi Hendrix Experience Box Set (2000)                |
| Country Blues                                                                                                   | 23 janvier 1970 au Record Plant Studios, New York | The Jimi Hendrix Experience Box Set (2000)                |
| Johnny B. Goode (Chuck Berry)                                                                                   | 30 mai 1970 en concert Berkeley Community Theater, Berkeley | The Jimi Hendrix Experience Box Set (2000)                |
| Lover Man | 20 juillet 1970 aux studios Electric Lady, New York | The Jimi Hendrix Experience Box Set (2000)                |
| Blue Suede Shoes (Carl Perkins)                                                                                 | 30 mai 1970 en concert au Berkeley Community Theater, Berkeley | The Jimi Hendrix Experience Box Set (2000)                |
| Cherokee Mist                                                                                                   | 14 juin 1970 aux studios Electric Lady, New York | The Jimi Hendrix Experience Box Set (2000)                |
| Come Down Hard On Me                                                                                            | 15 juin 1970 aux studios Electric Lady, New York | The Jimi Hendrix Experience Box Set (2000)                |
| Ezy Ryder | 18 décembre 1969 au Record Plant Studios, New York | The Jimi Hendrix Experience Box Set (2000)                |
| Night Bird Flying                                                                                               | 16 juin 1970 aux studios Electric Lady, New York | The Jimi Hendrix Experience Box Set (2000)                |
| Slow Blues | 26 août 1970 aux studios Electric Lady, New York (dernier enregistrement du guitariste)                                                                                    | The Jimi Hendrix Experience Box Set (2000)                |
| Stone Free | 7 avril 1969, 9 avril 1969 et 14 avril 1969 et 17 mai 1969 au Record Plant Studios, New York                                                                               | Valleys of Neptune (2010)                                 |
| Valleys of Neptune                                                                                              | 23 septembre 1969 et 15 mai 1970 au Record Plant Studios, New York | Valleys of Neptune (2010)                                 |
| Bleeding Heart                                                                                                  | 24 avril 1969 au Record Plant Studios, New York | Valleys of Neptune (2010)                                 |
| Hear My Train A Comin'                                                                                          | 7 avril 1969 au Record Plant Studios, New York | Valleys of Neptune (2010)                                 |
| Mr. Bad Luck | 5 mai 1967 aux Studios Olympic, Londres et 5 juin 1987 au studio Air, Londres                                                                                              | Valleys of Neptune (2010)                                 |
| Sunshine of Your Love (Cream)                                                                                   | 16 février 1969 aux studios Olympic, Londres | Valleys of Neptune (2010)                                 |
| Lover Man | 16 février 1969 aux studios Olympic, Londres et 5 juin 1987 au studio Air, Londres                                                                                         | Valleys of Neptune (2010)                                 |
| Ships Passing Through The Night                                                                                 | 14 avril 1969 au Record Plant Studios, New York | Valleys of Neptune (2010)                                 |
| Fire | 17 février 1969 aux studios Olympic, Londres | Valleys of Neptune (2010)                                 |
| Red House | 17 février 1969 aux studios Olympic, Londres | Valleys of Neptune (2010)                                 |
| Lullaby for the Summer                                                                                          | 7 avril 1969 au Record Plant Studios, New York | Valleys of Neptune (2010)                                 |
| Crying Blue Rain                                                                                                | 16 février 1969 aux studios Olympic, Londres et 5 juin 1987 au studio Air, Londres                                                                                         | Valleys of Neptune (2010)                                 |
| Midnight | 3 avril 1969 aux studios Olmstead, New York (sous le nom de Slow Version)                                                                                                  | Valleys of Neptune (2010)                                 |
| Midnight | 14 février 1969 aux studios Olympic, Londres (sous le nom de Trash Man) | Valleys of Neptune (2010)                                 |
| Fire | 11 janvier 1967 aux studios De Lane Lea, Londres et 8 février 1967 aux studios Olympic, Londres                                                                            | West Coast Seattle Boy: The Jimi Hendrix Anthology (2010) |
| Are You Experienced?                                                                                            | 3 avril 1967 aux studios Olympic, Londres | West Coast Seattle Boy: The Jimi Hendrix Anthology (2010) |
| May This Be Love                                                                                                | 3 avril 1967 et 4 avril 1967 aux studios Olympic, Londres | West Coast Seattle Boy: The Jimi Hendrix Anthology (2010) |
| Can You See Me                                                                                                  | novembre 1967-décembre 1967 aux studios De Lane Lea, Londres et mixé le 24 avril 1967 aux studios Olympic, Londres                                                         | West Coast Seattle Boy: The Jimi Hendrix Anthology (2010) |
| Love Or Confusion                                                                                               | 11 janvier 1967 aux studios De Lane Lea, Londres et 8 février 1967 aux studios Olympic, Londres                                                                            | West Coast Seattle Boy: The Jimi Hendrix Anthology (2010) |
| Little One | 28 décembre 1967 et 29 décembre 1967 aux studios Olympic, Londres | West Coast Seattle Boy: The Jimi Hendrix Anthology (2010) |
| Look Over Younder                                                                                               | 5 mai 1967 aux studios Olympic, Londres (sous le nom de Mr. Bad Luck) | West Coast Seattle Boy: The Jimi Hendrix Anthology (2010) |
| Cat Talking To Me                                                                                               | 5 juin 1967 aux studios Olympic, Londres | West Coast Seattle Boy: The Jimi Hendrix Anthology (2010) |
| Castles Made of Sand                                                                                            | 5 octobre 1967 aux studios Olympic, Londres | West Coast Seattle Boy: The Jimi Hendrix Anthology (2010) |
| Tears of Rage                                                                                                   | mars 1968 dans la chambre d'hôtel de Jimi Hendrix, New York | West Coast Seattle Boy: The Jimi Hendrix Anthology (2010) |
| Hear My Train a Comin'                                                                                          | mars 1968 dans la chambre d'hôtel de Jimi Hendrix, New York | West Coast Seattle Boy: The Jimi Hendrix Anthology (2010) |
| 1983... (A Merman I Should Turn to Be)                                                                          | mars 1968 dans la chambre d'hôtel de Jimi Hendrix, New York | West Coast Seattle Boy: The Jimi Hendrix Anthology (2010) |
| Long Hot Summer Night                                                                                           | mars 1968 dans la chambre d'hôtel de Jimi Hendrix, New York | West Coast Seattle Boy: The Jimi Hendrix Anthology (2010) |
| My Friend | mars 1968 dans la chambre d'hôtel de Jimi Hendrix, New York | West Coast Seattle Boy: The Jimi Hendrix Anthology (2010) |
| Angel | mars 1968 dans la chambre d'hôtel de Jimi Hendrix, New York | West Coast Seattle Boy: The Jimi Hendrix Anthology (2010) |
| Calling All the Devil's Children                                                                                | 21 octobre 1968 aux studios T.T.G., Hollywood | West Coast Seattle Boy: The Jimi Hendrix Anthology (2010) |
| Hey Baby (New Rising Sun)                                                                                       | 23 octobre 1968 aux studios T.T.G., Hollywood (sous le nom de New Rising Sun)                                                                                              | West Coast Seattle Boy: The Jimi Hendrix Anthology (2010) |
| Hear My Freedom                                                                                                 | 21 octobre 1968 aux studios T.T.G., Hollywood | West Coast Seattle Boy: The Jimi Hendrix Anthology (2010) |
| Room Full of Mirrors                                                                                            | 16 février 1969 aux studios Olympic, Londres et 7 mai 1987 au studio Air, Londres                                                                                          | West Coast Seattle Boy: The Jimi Hendrix Anthology (2010) |
| Shame, Shame, Shame                                                                                             | 16 février 1969 aux studios Olympic, Londres et 7 mai 1987 au studio Air, Londres                                                                                          | West Coast Seattle Boy: The Jimi Hendrix Anthology (2010) |
| Messenger | 20 octobre 1968 aux studios T.T.G., Hollywood | West Coast Seattle Boy: The Jimi Hendrix Anthology (2010) |
| Hound Dog Blues                                                                                                 | 22 février 1969 aux studios Olympic, Londres | West Coast Seattle Boy: The Jimi Hendrix Anthology (2010) |
| Untitled Basic Track                                                                                            | 20 octobre 1968 aux studios T.T.G., Hollywood | West Coast Seattle Boy: The Jimi Hendrix Anthology (2010) |
| Young/Hendrix                                                                                                   | 14 avril 1969 au Record Plant Studios, New York | West Coast Seattle Boy: The Jimi Hendrix Anthology (2010) |
| Mastermind | 4 septembre 1969 au Hit Factory, New York | West Coast Seattle Boy: The Jimi Hendrix Anthology (2010) |
| Message to Love                                                                                                 | 19 décembre 1969 et 20 janvier 1970 au Record Plant Studios, New York et mixé le 22 août 1970 aux studios Electric Lady, New York                                          | West Coast Seattle Boy: The Jimi Hendrix Anthology (2010) |
| Burning Desire                                                                                                  | 16 janvier 1970 au Record Plant Studios, New York | West Coast Seattle Boy: The Jimi Hendrix Anthology (2010) |
| Lonely Avenue                                                                                                   | 10 novembre 1969 au Record Plant Studios, New York | West Coast Seattle Boy: The Jimi Hendrix Anthology (2010) |
| Everlasting First (avec Love)                                                                                   | 17 mars 1970 aux studios Olympic, Londres | False Start (album de Love, 1970)                         |
| Everlasting First (avec Love)                                                                                   | 17 mars 1970 aux studios Olympic, Londres | West Coast Seattle Boy: The Jimi Hendrix Anthology (2010) |
| Freedom | 15 mai 1970 au Record Plant Studios, New York | West Coast Seattle Boy: The Jimi Hendrix Anthology (2010) |
| Peter Gunn/Catastrophe                                                                                          | 14 mai 1970 au Record Plant Studios, New York | West Coast Seattle Boy: The Jimi Hendrix Anthology (2010) |
| In From the Storm                                                                                               | 21 juillet 1970-22 juillet 1970 et 20 août 1970 aux studios Electric Lady, New York                                                                                        | West Coast Seattle Boy: The Jimi Hendrix Anthology (2010) |
| All God's Children                                                                                              | 15 juin 1970 aux studios Electric Lady, New York | West Coast Seattle Boy: The Jimi Hendrix Anthology (2010) |
| Play That Riff [Thank You]                                                                                      | 19 juillet 1970 aux studios Electric Lady, New York | West Coast Seattle Boy: The Jimi Hendrix Anthology (2010) |
| Bolero | 1er juillet 1970 aux studios Electric Lady, New York | West Coast Seattle Boy: The Jimi Hendrix Anthology (2010) |
| Hey Baby (New Rising Sun)                                                                                       | 1er juillet 1970 aux studios Electric Lady, New York | West Coast Seattle Boy: The Jimi Hendrix Anthology (2010) |
| Suddenly November Morning                                                                                       | 1970 dans l'appartement de Jimi Hendrix à Greenwich Village, New York | West Coast Seattle Boy: The Jimi Hendrix Anthology (2010) |
| Earth Blues | 19 décembre 1969 au Record Plant Studios | People, Hell and Angels (2013)                            |
| Somewhere | 13 mars 1968 au Sound Center, New York | People, Hell and Angels (2013)                            |
| Hear My Train A Comin'                                                                                          | 21 mai 1969 au Record Plant Studios | People, Hell and Angels (2013)                            |
| Bleeding Heart                                                                                                  | 21 mai 1969 au Record Plant Studios | People, Hell and Angels (2013)                            |
| Let Me Move You                                                                                                 | 18 mars 1969 au Record Plant Studios | People, Hell and Angels (2013)                            |
| Izabella | 28 août 1969 au Hit Factory, New York | People, Hell and Angels (2013)                            |
| Easy Blues | 28 août 1969 au Hit Factory, New York | People, Hell and Angels (2013)                            |
| Crash Landing                                                                                                   | 24 avril 1969 au Record Plant Studios | People, Hell and Angels (2013)                            |
| Inside Out | 11 juin 1968 au Record Plant Studios | People, Hell and Angels (2013)                            |
| Hey Gypsy Boy                                                                                                   | 18 mars 1969 au Record Plant Studios | People, Hell and Angels (2013)                            |
| Mojo Man | juin 1969 au Fame Studios, Muscle Shoals, Alabama; août 1970 aux studios Electric Lady (overdubs)                                                                          | People, Hell and Angels (2013)                            |
| Villanova Junction Blues                                                                                        | 21 mai 1969 au Record Plant Studios | People, Hell and Angels (2013)                            |
| Ezy Ryder-MLK Jam (Captain Coconut)                                                                             | 29 janvier 1970 au Record Plant Studios | People, Hell and Angels (2013)                            |
| Mannish Boy | 22 avril 1969 au Record Plant Studios | Both Sides of the Sky (2018)                              |
| Lover Man | 15 décembre 1969 au Record Plant Studios | Both Sides of the Sky (2018)                              |
| Hear My Train A Comin'                                                                                          | 9 avril 1969 au Record Plant Studios | Both Sides of the Sky (2018)                              |
| Stepping Stone                                                                                                  | 14 novembre 1969 et 18 novembre 1969 au Record Plant Studios | Both Sides of the Sky (2018)                              |
| $20 Fine | 30 septembre 1969 au Record Plant Studios | Both Sides of the Sky (2018)                              |
| Power of Soul                                                                                                   | 21 janvier 1970 et 3 février 1970 au Record Plant Studios | Both Sides of the Sky (2018)                              |
| Jungle | 14 novembre 1969 au Record Plant Studios | Both Sides of the Sky (2018)                              |
| Things I Used to Do                                                                                             | 7 mai 1969 au Record Plant Studios | Both Sides of the Sky (2018)                              |
| Georgia Blues                                                                                                   | 19 mars 1969 au Record Plant Studios | Both Sides of the Sky (2018)                              |
| Sweet Angel | 28 janvier 1968 aux Studios Olympic, Londres | Both Sides of the Sky (2018)                              |
| Woodstock | 30 septembre 1969 au Record Plant Studios | Both Sides of the Sky (2018)                              |
| Send My Love to Linda                                                                                           | 16 janvier 1970 au Record Plant Studios | Both Sides of the Sky (2018)                              |
| Cherokee Mist                                                                                                   | 2 mai 1968 au Record Plant Studios | Both Sides of the Sky (2018)                              |